# Mohamad Zein Tahan
Mohamad Zein El Abidine Tahan (tiếng Ả Rập: محمد زين العابدين طحان; sinh ngày 20 tháng 4 năm 1990) là một cầu thủ bóng đá người Liban đang thi đấu ở vị trí hậu vệ cho câu lạc bộ Safa' và đội tuyển quốc gia Liban.

## Sự nghiệp quốc tế
Vào tháng 12 năm 2018, anh đã được triệu tập lên đội tuyển để tham dự Cúp bóng đá châu Á 2019 tại Các tiểu vương quốc Ả Rập thống nhất. Trước đó anh cũng có 29 trận ra sân và một bàn thắng.

### Bàn thắng quốc tế
Số bàn thắng của Liban được ghi đầu tiên.
| #  | Ngày                 | Địa điểm                          | Đối thủ  | Kết quả sau khi ghi bàn | Kết quả chung cuộc | Trận đấu |
| -- | -------------------- | --------------------------------- | -------- | ----------------------- | ------------------ | -------- |
| 1. | 19 tháng 12 năm 2014 | Sân vận động Quốc tế Saida, Sidon | Pakistan | 3–1                     | Giao hữu           |          |